# Montautour
Montautour est une commune française située dans le département d'Ille-et-Vilaine, en région Bretagne, peuplée de 268 habitants.

## Géographie

### Situation

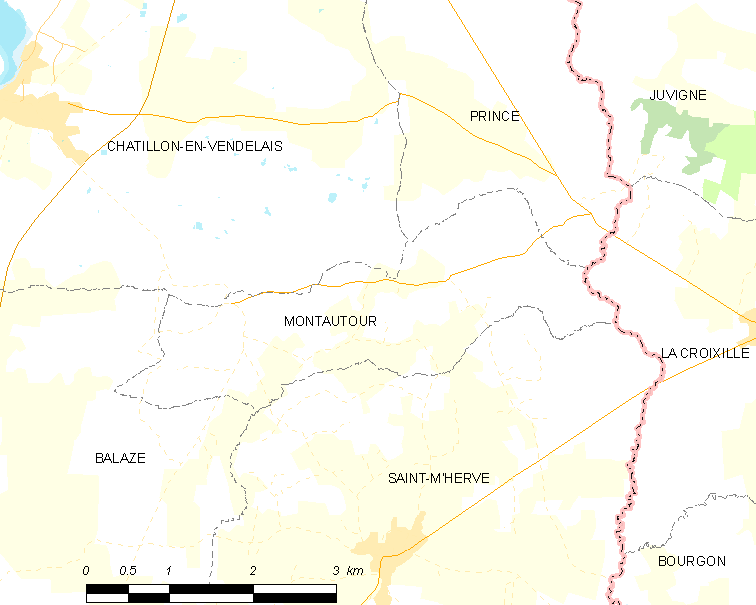
Carte de Montautour et des communes avoisinantes.

### Un site remarquable

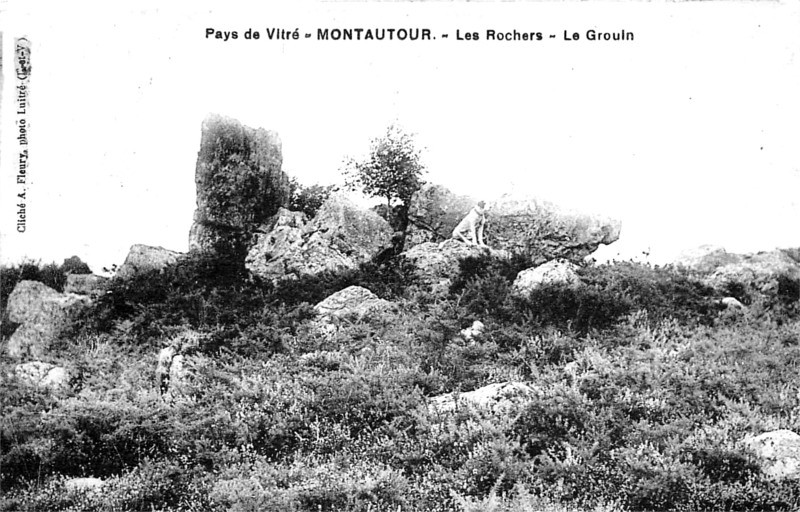
Montautour ː les Rochers, le Grouin (carte postale, début XXe siècle).

Le bourg de Montautour est le lieu habité le plus élevé (194 mètres) du département d'Ille-et-Vilaine. « Chacun s'accorde à reconnaître l'intérêt particulier de ce lieu privilégié (..). Richesses archéologiques au pied des célèbres rochers fréquentés jadis par des druides, étranges blocs de quartz curieusement disposés en équilibre (..), souvenirs historiques reliés à une fondation monastique de Bénédictins sur ordre de Nominoë, roi de Bretagne, fréquentation ininterrompue d'innombrables pèlerins au sanctuaire rupestre de N.-D. du Roc, mariages princiers. Il fallut la Révolution française de 1789 pour mettre en veilleuse ce passé prestigieux (..) ».

« Du haut du clocher de l'église [on peut] apercevoir les trois clochers de Vitré, Saint-Léonard de Fougères et une bonne vingtaine d'autres clochers de la région. »

### Relief et hydrographie

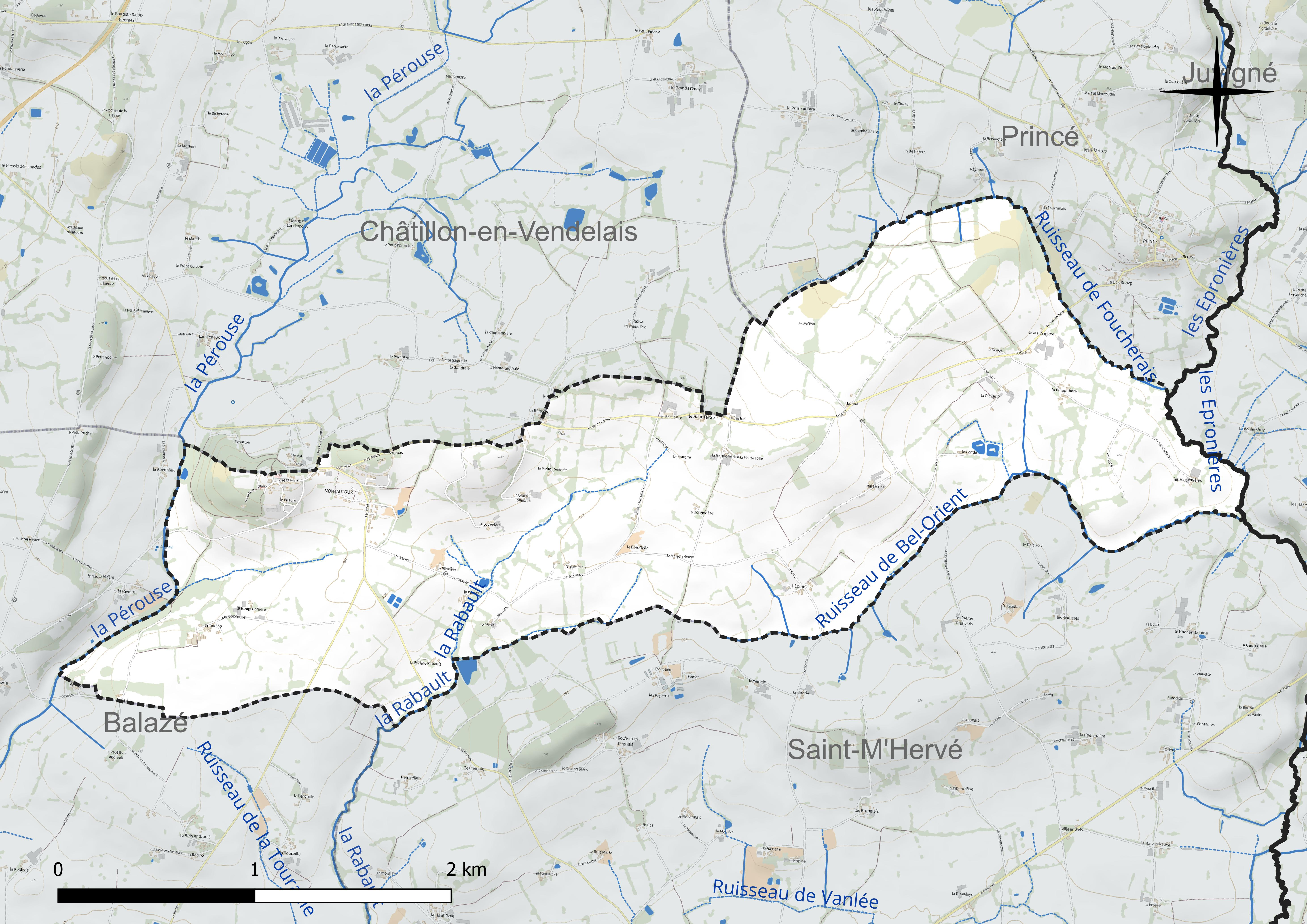
Carte du réseau hydrographique de la commune de Montautour.

Les altitudes vont de 195 mètres pour le point le plus haut (le site de l'église Notre-Dame-du-Roc, excentré à la limite nord-ouest de la commune à 105 mètres (dans l'angle sud-ouest du finage communal, dans la vallée du Ruisseau de Landemoux (qui prend plus en aval le nom de la rivière de la Pérouse), affluent de la Cantache et donc sous-affluent de la Vilaine), qui sert aussi de limite occidentale à la commune, la séparant de celle de Balazé.
Le Ruisseau de la Rivière Rabault sert un temps de limite sud-est  au territoire communal, le séparant de Saint-M'Hervé ; c'est un affluent de rive gauche de la Pérouse avec laquelle il conflue près du bourg de Balazé.
À l'extrémité orientale de la commune le Ruisseau des Épronnières, affluent de rive droite de la Vilaine, forme la limite historique entre la Bretagne et le Maine et la limite actuelle entre les régions Bretagne et Pays de Loire, les départements d'Ille-et-Vilaine et de Mayenne et les communes de Montautour et La Croixille ; son propre affluent le Ruisseau de la Maillardière (Ruisseau de Foucherais) sert au nord-est de limite communale avec Princé et un autre de ses affluents, le Ruisseau de Bel-Orient, sert un temps de limite côté sud-est avec Saint-M'Hervé.

### Hydrographie
Pour un article plus général, voir Réseau hydrographique d'Ille-et-Vilaine.
La commune est située dans le bassin Loire-Bretagne. Elle est drainée par la Pérouse, les Epronières, la Rabault, le ruisseau de Bel-orient et le ruisseau de Foucherais,,.
La Pérouse, d'une longueur de 15 km, prend sa source dans la commune de Châtillon-en-Vendelais et se jette  dans la Cantache à Montreuil-sous-Pérouse, après avoir traversé quatre communes. 

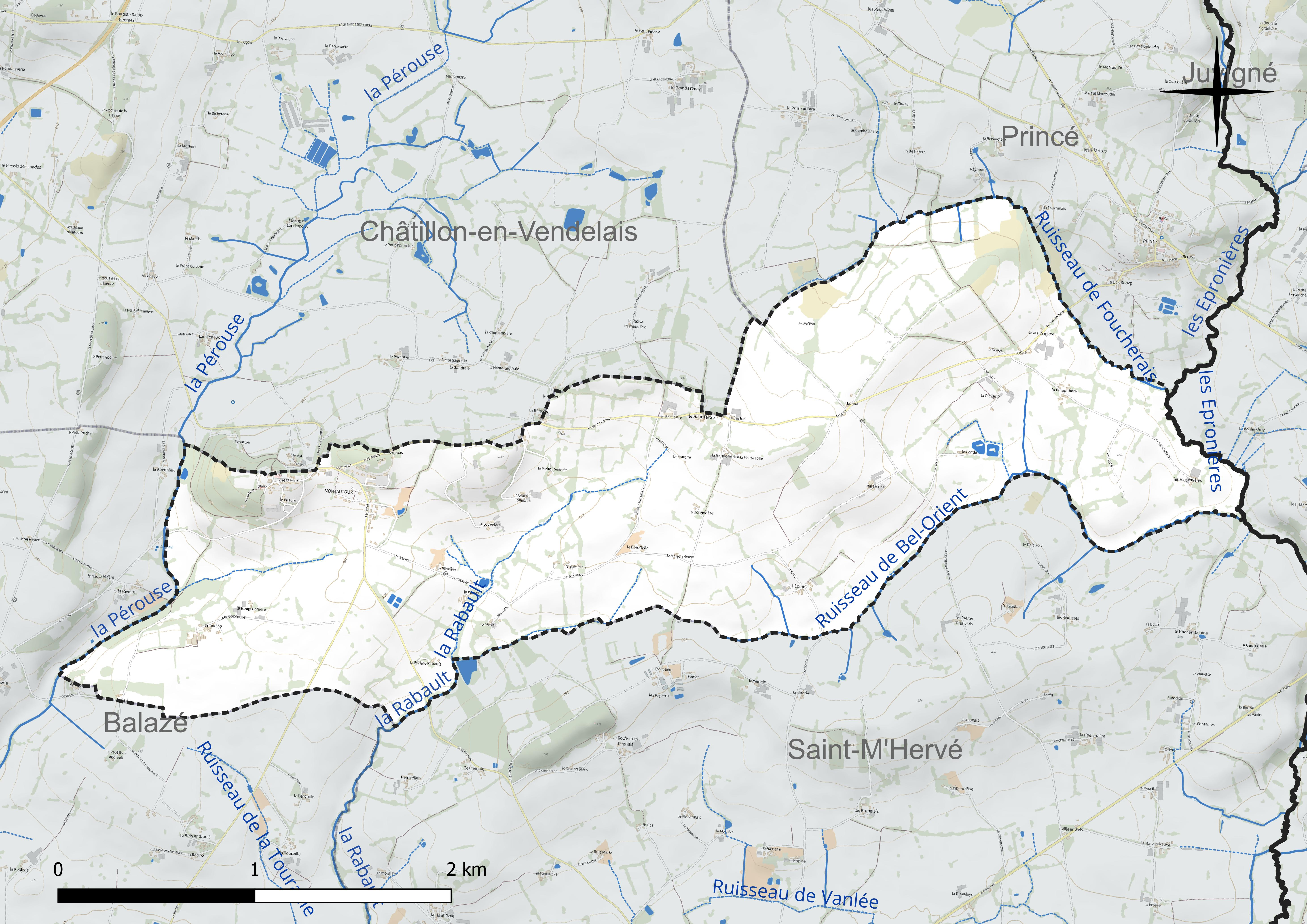
Réseau hydrographique de Montautour.

Les Épronières, d'une longueur de 11 km, prend sa source dans la commune de Princé et se jette  dans la Vilaine à Bourgon, après avoir traversé six communes. 

### Climat
Pour des articles plus généraux, voir Climat de la Bretagne et Climat d'Ille-et-Vilaine.
En 2010, le climat de la commune est de type climat océanique franc, selon une étude du CNRS s'appuyant sur une série de données couvrant la période 1971-2000. En 2020, Météo-France publie une typologie des climats de la France métropolitaine dans laquelle la commune est exposée à un climat océanique et est dans la région climatique  Bretagne orientale et méridionale, Pays nantais, Vendée, caractérisée par une faible pluviométrie en été et une bonne insolation. Parallèlement l'observatoire de l'environnement en Bretagne publie en 2020 un zonage climatique de la région Bretagne, s'appuyant sur des données de Météo-France de 2009. La commune est, selon ce zonage, dans la zone « Sud Est », avec des étés relativement chauds et ensoleillés.
Pour la période 1971-2000, la température annuelle moyenne est de 10,9 °C, avec une amplitude thermique annuelle de 13,5 °C. Le cumul annuel moyen de précipitations est de 896 mm, avec 13,7 jours de précipitations en janvier et 8,2 jours en juillet. Pour la période 1991-2020, la température moyenne annuelle observée sur la station météorologique la plus proche, située sur la commune de Launay-Villiers à 13 km à vol d'oiseau, est de 11,6 °C et le cumul annuel moyen de précipitations est de 862,6 mm,. Pour l'avenir, les paramètres climatiques de la commune estimés pour 2050 selon différents scénarios d'émission de gaz à effet de serre sont consultables sur un site dédié publié par Météo-France en novembre 2022.

### Transports
La commune n'est desservie que par des routes secondaires, la D 24 relie Montautour à Saint-M'Hervé vers le sud-est et à Châtillon-en-Vedenais en direction du nord-ouest ; la D 26 vient de Princé ; la D 130 relie Montautour à Vitré.
La commune est desservie par la ligne de bus n°4 de Vitré Communauté.

### Habitat et paysages
Au sein d'un finage formant un rectangle étiré en longueur dans le sens ouest-est, le bourg (quelques maisons à peine autour de l'église) est très excentré au nord-ouest, à la limite communale avec Châtillon-en-Vendelais. Le paysage agraire traditionnel est le bocage avec un habitat dispersé formé d'écarts constitué de hameaux et fermes isolées. La commune, éloignée des grands axes de communication, a totalement conservé son caractère rural.

## Urbanisme

### Typologie
Au 1er janvier 2024, Montautour est catégorisée commune rurale à habitat dispersé, selon la nouvelle grille communale de densité à sept niveaux définie par l'Insee en 2022.
Elle est située hors unité urbaine. Par ailleurs la commune fait partie de l'aire d'attraction de Vitré, dont elle est une commune de la couronne,. Cette aire, qui regroupe 30 communes, est catégorisée dans les aires de 50 000 à moins de 200 000 habitants,.

### Occupation des sols
L'occupation des sols de la commune, telle qu'elle ressort de la base de données européenne d'occupation biophysique des sols Corine Land Cover (CLC), est marquée par l'importance des territoires agricoles (100 % en 2018), une proportion identique à celle de 1990 (100 %). La répartition détaillée en 2018 est la suivante : 
prairies (67,9 %), terres arables (24 %), zones agricoles hétérogènes (8,1 %). L'évolution de l'occupation des sols de la commune et de ses infrastructures peut être observée sur les différentes représentations cartographiques du territoire : la carte de Cassini (XVIIIe siècle), la carte d'état-major (1820-1866) et les cartes ou photos aériennes de l'IGN pour la période actuelle (1950 à aujourd'hui).

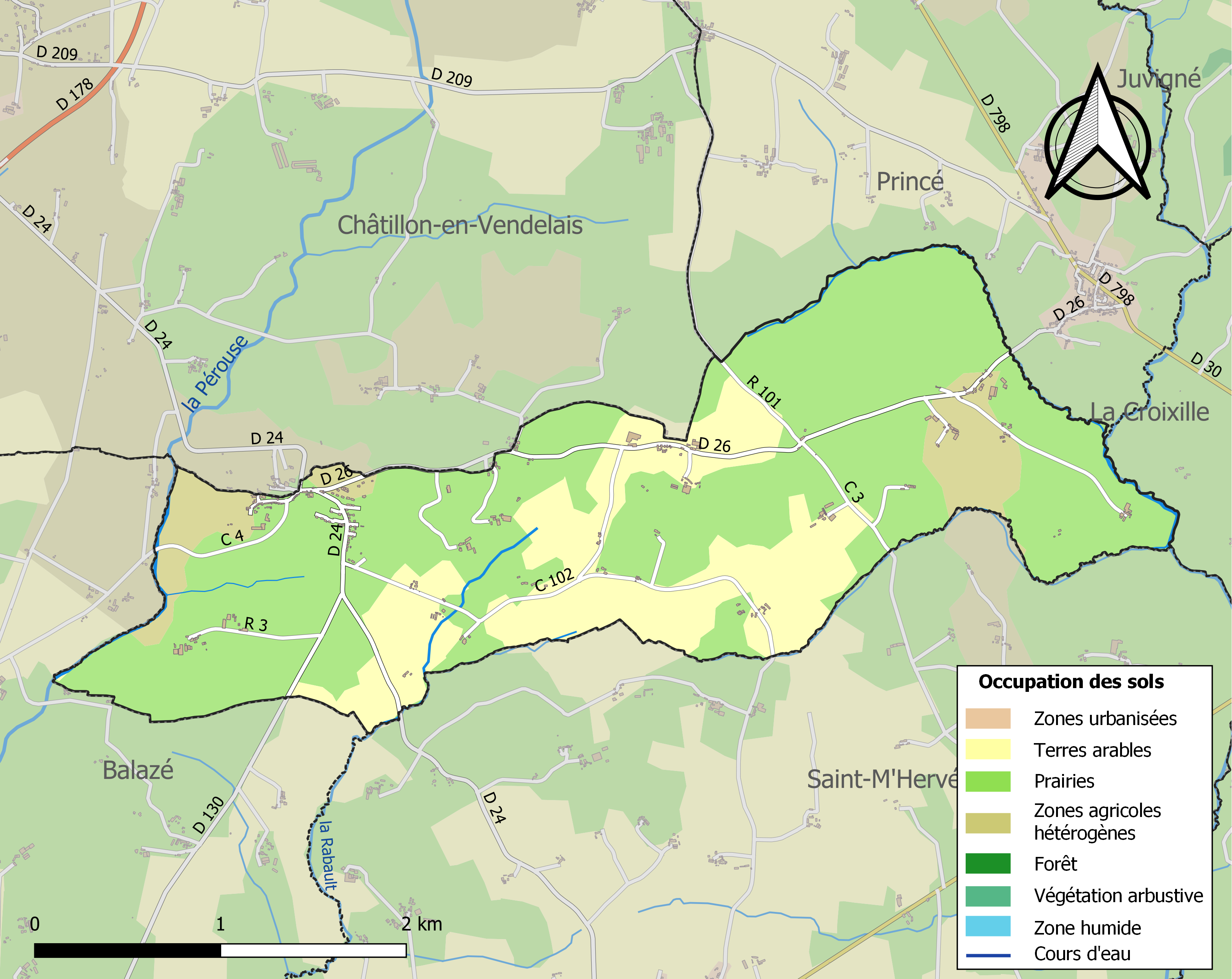
Carte des infrastructures et de l'occupation des sols de la commune en 2018 (CLC).

## Toponymie
Le nom de la localité est attesté sous la forme Mont Altor en 1049 et de Mont-Auter ou Ecclesia Sanctæ Mariæ de Mont-Auter au XIIe siècle.
Montautour est un toponyme médiéval en Mont-, appellatif toponymique issu du gallo-roman MONTE « colline, élévation », lui-même du latin montem, accusatif de mons « mont, montagne ». En effet, Montautour est situé sur une butte, sur laquelle, dès le XIe siècle au moins se trouvait un sanctuaire déjà vénéré de Notre-Dame-du-Roc.
Le second élément -autour, représente probablement l'autour, du nom du rapace. C'est une formation toponymique comparable aux nombreux Montfaucon. Dans l'hypothèse alternative qui consiste à voir dans -autour, soit le réemploi d'un toponyme précédent, soit un autre appellatif, la terminaison -our est l'équivalent dans l'ouest de la terminaison -eur en français. Selon J.-B. Jego le suffixe "autour" signifierait en vieux français "plus haut".
La traduction du nom en breton est Menezaoter, qui signifie « mont de l'autel ».

## Histoire

### Moyen Âge
L'église de Sainte-Marie de Montautour fut donnée en 1066 à l'abbaye Saint-Sauveur de Redon avec l'agrément de Main, évêque de Rennes. Mais l'abbé bénédictin de cette abbaye unit par la suite le prieuré de Montautour à celui de Châteaubourg et laissa au prieur de ces deux bénéfices le droit de présenter à l'évêque le recteur de Montautour.

### Temps modernes
Le sanctuaire de Notre-Dame-du-Roc (l'église se composait d'une nef séparée du chœur par un arc triomphal et accostée d'une chapelle au sud, appartenant probablement aux seigneurs de la Rivière Rabault), lieu traditionnel de pèlerinage célèbre par les faveurs spirituelles que le sanctuaire accordait aux pèlerins, situé dans une position très pittoresque au sommet d'un rocher dans lequel elle était littéralement enclavée, aurait été visité par saint Louis et Louis XIII.

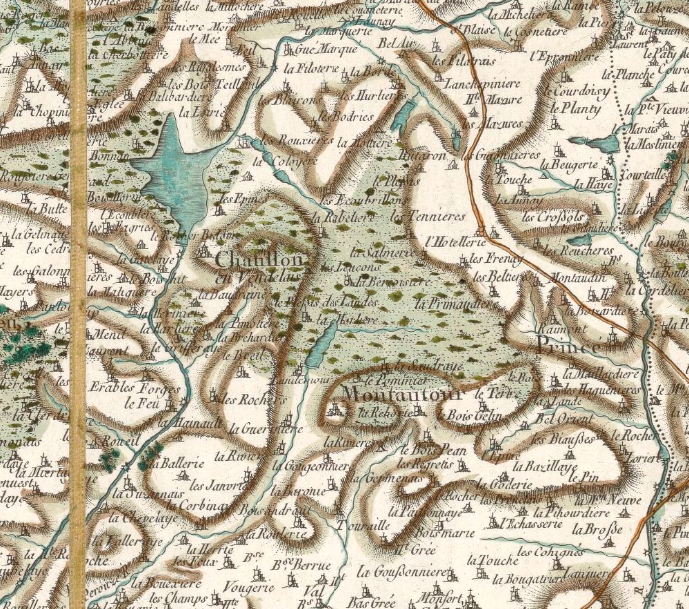
Carte de Cassini des paroisses de Châtillon-en-Vendelais, Montautour et Princé (1772).

Jean-Baptiste Ogée décrit ainsi Montautour en 1778 :

« Montautour, sur une hauteur, à neuf lieues à l'est-nord-est de Rennes, son évêché et son ressort et à deux lieues de Vitré, sa subdélégation. On y compte 450 communiants. C'est le prieur régulier de Châteaubourg qui présente la cure. La juridiction de l'endroit est une moyenne justice. (...) Ce territoire forme une plaine, où l'on voit au nord une lande qui a plus de deux mille toises en tous sens ; de sorte que seule la partie du sud est habitée et cultivée. »

Au XVIIIe siècle, le prieur de Châteaubourg, grand décimateur de Montautour, ne laissait au recteur de Montautour qu'une portion congrue de 700 livres par an.

### Révolution française
Le assemblée électorale de Montautour en vue de la préparation des États généraux de 1789 se tint le 5 avril 1789 sous la présidence du procureur fiscal Tribondel en présence de 19 paroissiens ; Pierre Le Rétif et René Blanchet furent élus pour représenter la paroisse à l'assemblée du tiers-état de la sénéchaussée ; un cahier de doléances fut rédigé : les paroissiens se plaignent notamment que les dîmes profitent à des moines extérieurs à la paroisse (au prieuré de Châteaubourg), de la position excentrée de leur église et du cimetière au sein de la paroisse et des banalités.
Le 15 août 1793, à Montautour, on assassina un huissier réputé patriote, et l'homme n'était pas encore mort que les exécuteurs (des chouans) le recouvrirent de broussailles qu'ils enflammèrent aussitôt. Le 27 octobre 1793, des administrateurs du district de Fougères écrivent : « Les cultivateurs sont dans un état d'inquiétude et d'alarme. Les brigands sont à Balazé, 15 brigands de la Petite Vendée à la tête desquels sont les Chouans frères. Il semble que ces hommes sont les mêmes que ceux qui firent une incursion à la mi-août dernier sur Montautour, Châtillon, Parcé ». Dans la seconde quinzaine de novembre 1793, des rassemblements suspects sont signalés à Argentré, Balazé, Champeaux, Châtillon, Cornillé, Étrelles, Montautour, Le Pertre, Taillis et Vergéal. Dans un rapport daté du 9 décembre 1793, les autorités d'Ernée écrivent que des paysans d'Argentré, Le Pertre, Mondevert, Erbrée, La Chapelle-Erbrée, Bréal, Saint-M'Hervé, Montautour et Balazé avaient « porté leurs grain aux insurgés pendant leur séjour à Laval ».
Montautour fait partie des communes déclarées totalement insurgées en 1793-1794. Une compagnie chouanne exista à Princé et Montautour ; elle était membre de la « colonne d'Izé », dirigée par Henri du Boishamon, qui elle-même dépendait de la division de Vitré de l'Armée catholique et royale de Rennes et de Fougères. La « colonne d'Izé » était divisée en plusieurs compagnies : la compagnie de Champeaux et Taillis (dont les capitaines étaient Picot l'Aîné et Julien Picot), la compagnie de Balazé, la compagnie de Montreuil-sous-Pérouse et Saint-Christophe-des-Bois, la compagnie d'Izé, la compagnie de Saint-Jean-sur-Vilaine, la compagnie de Champeaux et Taillis.
Selon un rapport du 10 floréal an II (29 avril 1794) un détachement républicain de la colonne d'Ernée rencontra des Chouans dans la lande de Montautour et les mit en déroute : « des sabots à l'infini et vingt cadavres attestent aux passants que quatre-vingt républicains ont suffi pour dissiper une horde qui n'avait de grand que sa lâcheté et sa férocité ».

### XIXesiècle
En 1803, la paroisse de Montautour fut supprimée, réunie à celle de Princé, mais elle fut rétablie par ordonnance royale le 16 avril 1826.

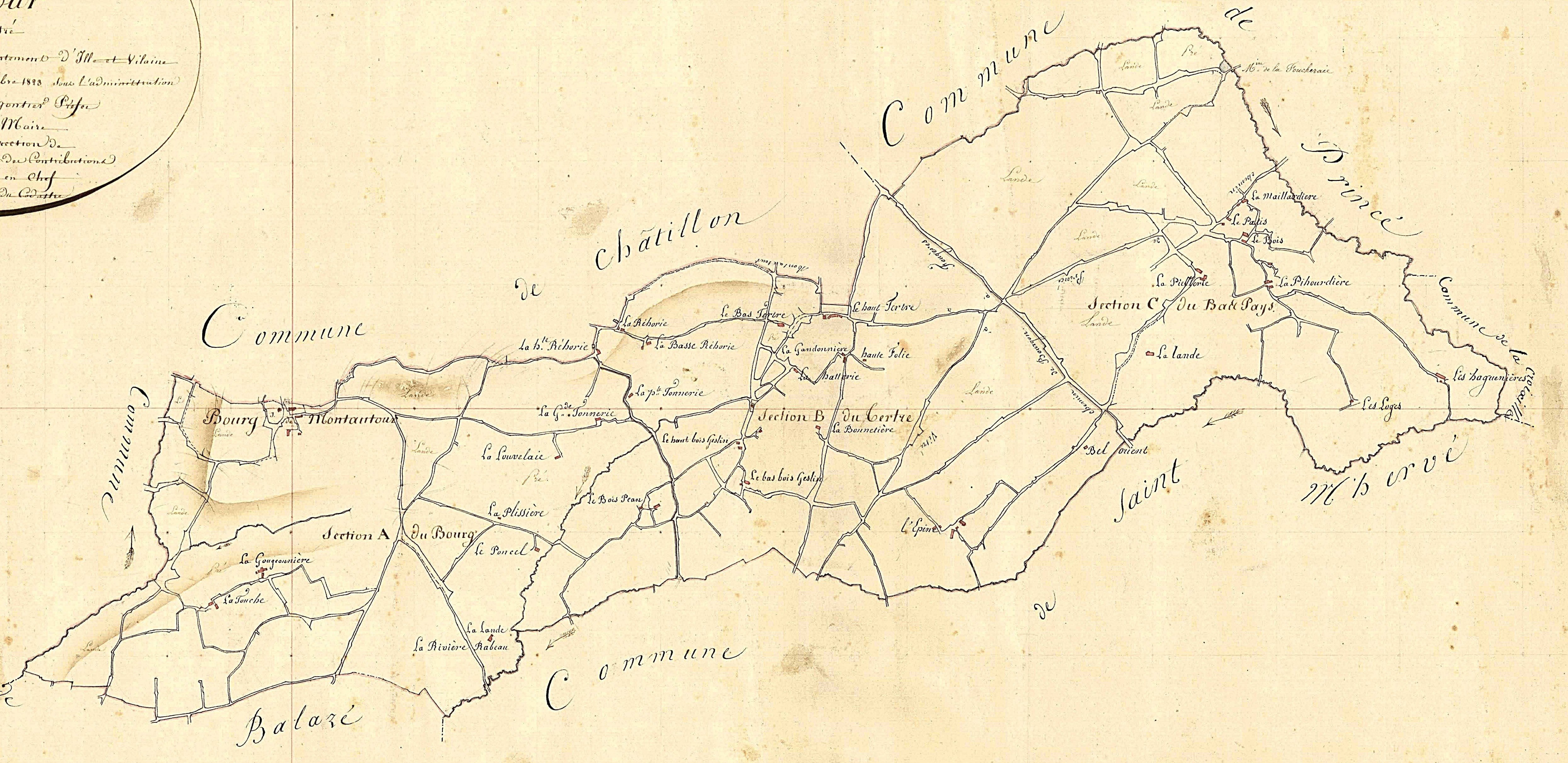
Plan cadastral de Montautour datant de 1823 (tableau d'assemblage).

A. Marteville et P. Varin, continuateurs d'Ogée, décrivent ainsi Montautour en 1845 : 

« Montautour (sous l'invocation de la Vierge ; à la Visitation) : commune formée de l'ancienne paroisse du même nom, aujourd'hui succursale. (...) Principaux villages : la Gougeonnière, le Haut et le Bas-Tertre, l'Épine, la Pihourdière. Superficie totale 689 hectares dont (...) terres labourables 401 ha, prés et pâtures 79 ha, bois 30 ha, vergers et jardins 7 ha, landes et incultes 141 ha (...). Moulin de la Foucherais, à eau. (...) Géologie : quartzite, schistes à 100 mètres au sud du bourg. On parle le français [en fait le gallo]. »

Une chapelle  fut ajoutée à l'église côté nord en 1836, et la tour du clocher est construite en 1858. Entre 1868 et 1875 l'ancienne église est démolie (sauf la tour sui venait d'être  construite) et reconstruite selon les plans de l'architecte Albert Béziers-Lafosse. Un calvaire fut édifié en 1879 à l'emplacement de l'ancienne église du prieuré.
En 1856, la commune de Montautour demanda l'annexion à son territoire de plusieurs villages et hameaux dépendant des communes de Balazé, Châtillon-en-Vendelais et Saint-M'Hervé « afin de se créer des ressources pour ses services publics, et de procurer aux habitants de ces villages, éloignés [du bourg] de leurs communes respectives, plus de facilité pour l'accomplissement de leurs devoirs civils et religieux ». Les conseils municipaux de ces trois communes émirent un avis défavorable ainsi que le conseil général d'Ille-et-Vilaine.

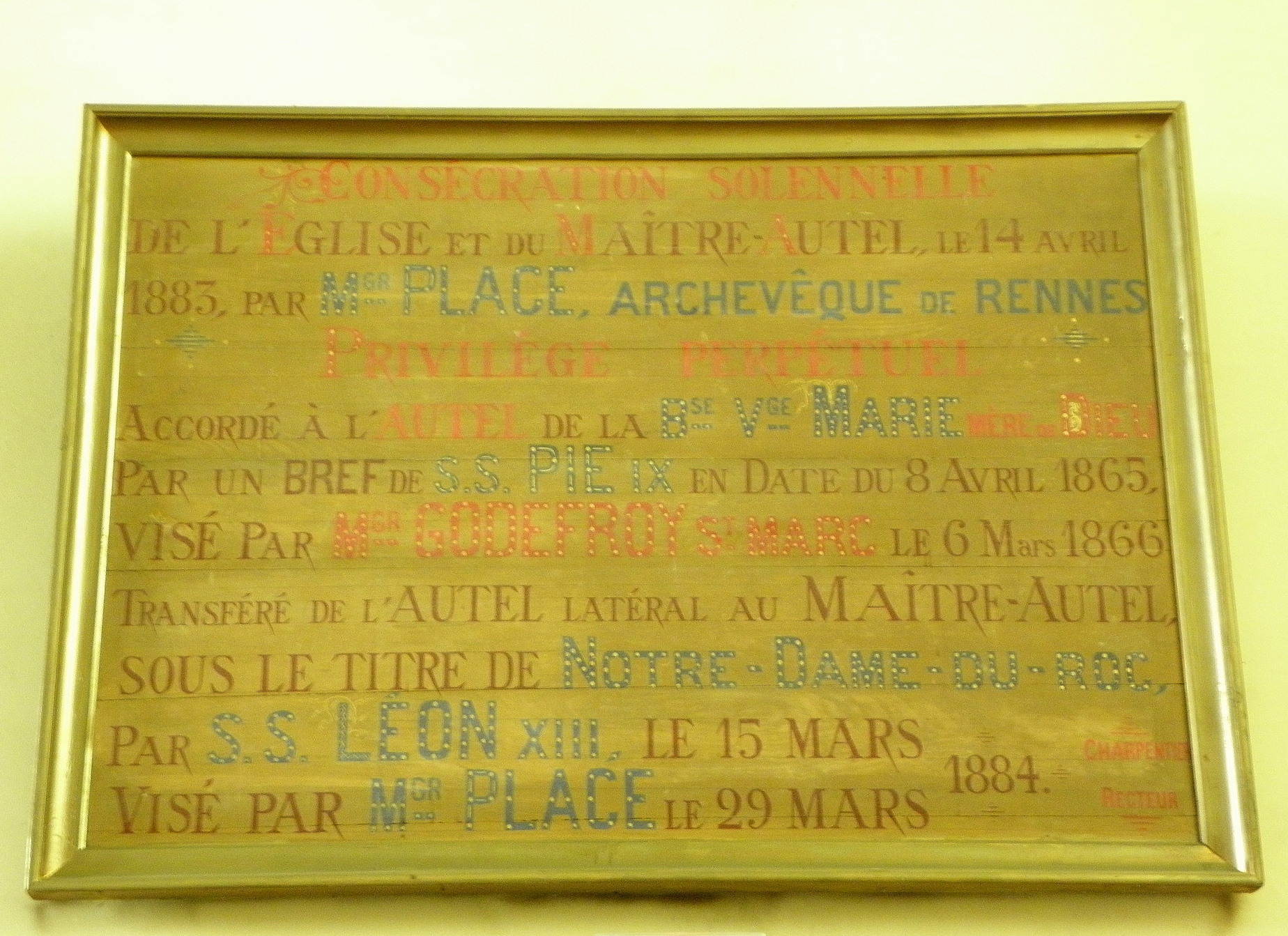
Tableau commémoratif de la consécration de l'église paroissiale (1884).

En 1880 la commune de Montautour, qui a du mal à finaliser le financement des travaux de construction de sa nouvelle église demande un soutien financier accru de l'État et du département.

### XXesiècle

#### La Belle Époque

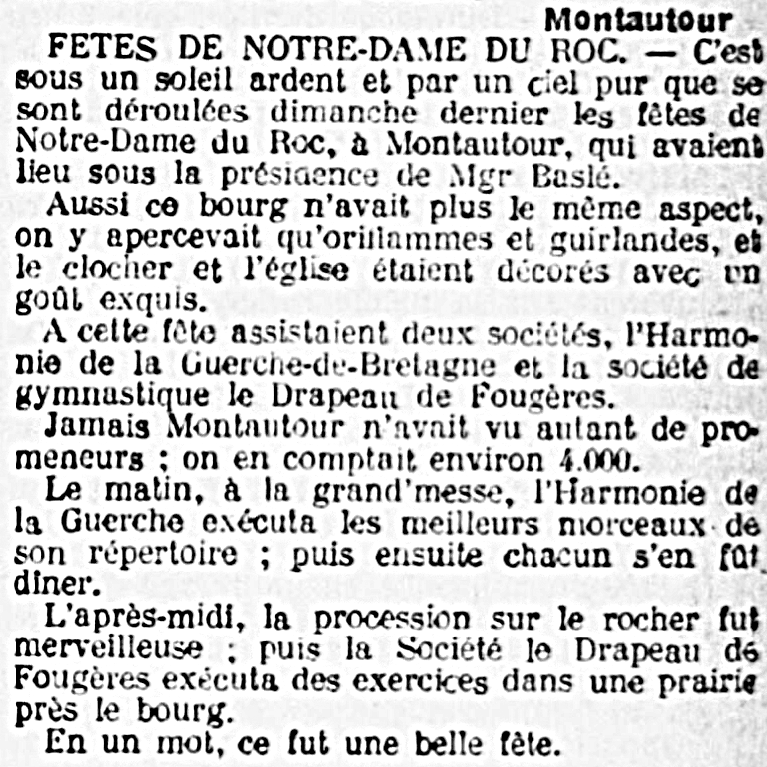
Les fêtes de Notre-Dame-du-Roc dU 17 août 1913 (journal L'Ouest-Éclair).

Selon Adolphe Orain on venait « en pèlerinage à Montautour pour obtenir un temps favorable aux récoltes ».
Sous le titre Les errements du curé de Montautour, le journal La Dépêche bretonne décrit en 2904 l'attitude du curé à l'égard de ses paroissiens et paroissiennes qu'il critique vivement.
Le 8 octobre 1908 une cérémonie en présence d'environ 6 000 personnes fut organisée pour la restauration de la tradition du pèlerinage. « Pour le première fois depuis le Révolution sortait la magnifique statue de la Madone vénérée » écrit un journal catholique.
Le Journal officiel publie le 4 septembre 1909 un décret attribuant au bureau de bienfaisance de Montautour les biens placés sous séquestre et ayant appartenu à la fabrique de l'église.

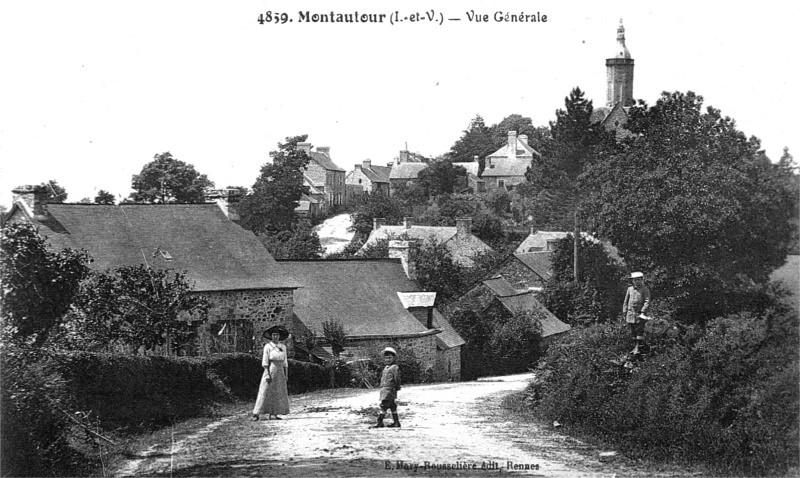
Vue générale au début du XXe siècle (carte postale).
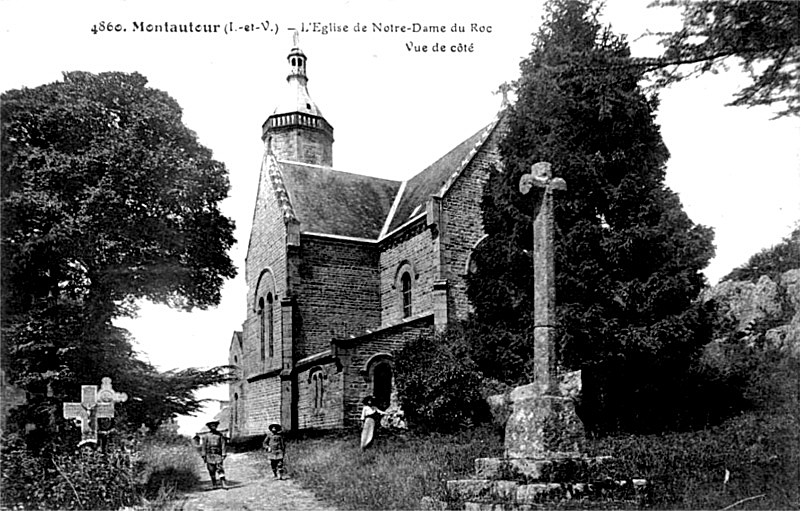
L'église Notre-Dame-du-Roc au début du XXe siècle (carte postale).
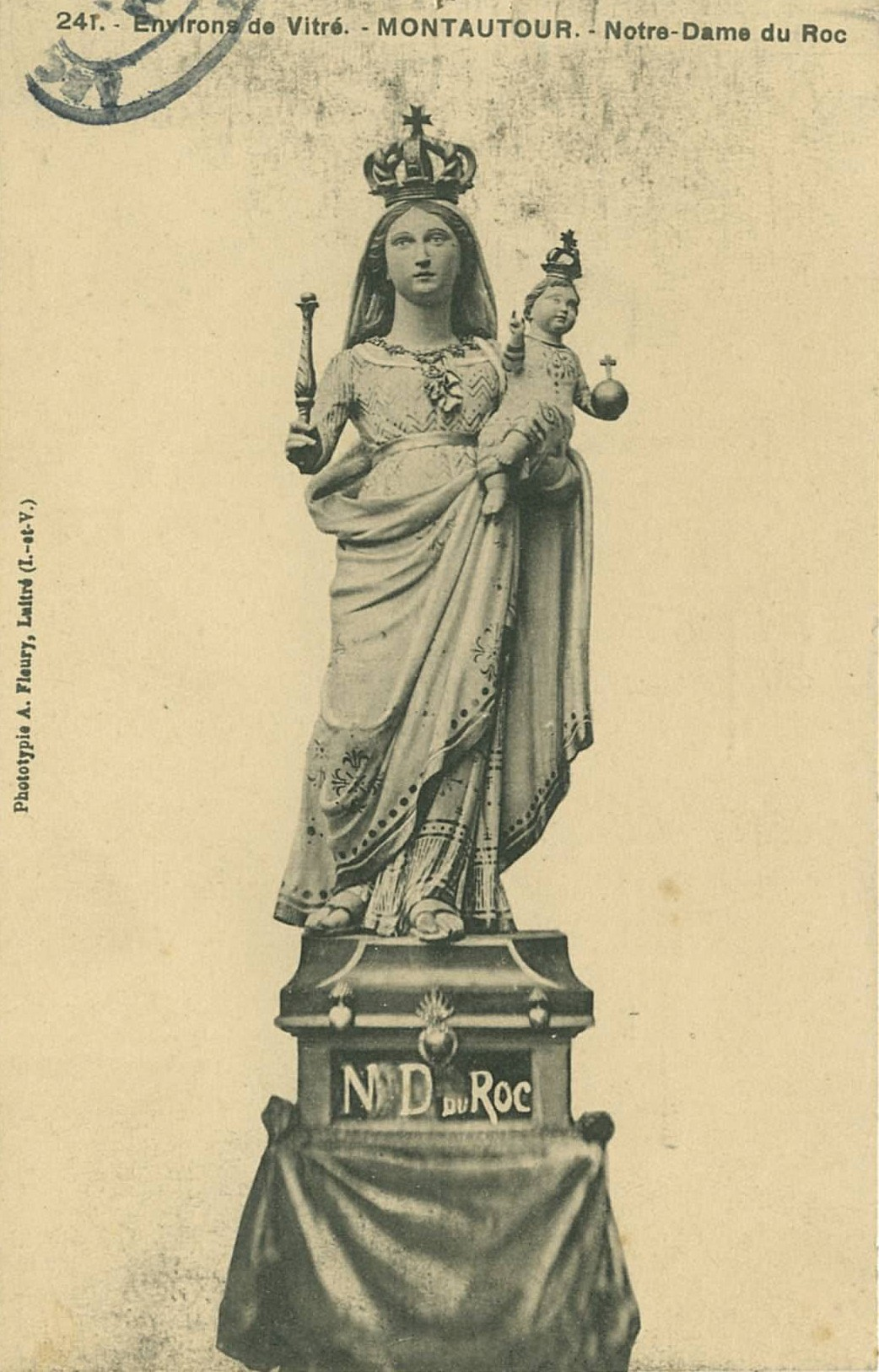
Statue de Notre-Dame-du-Roc début XXe siècle (carte postale).
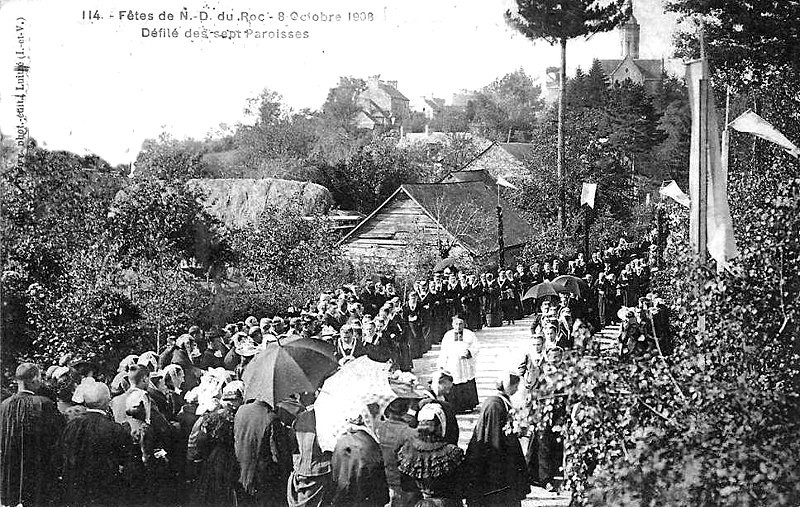
Les fêtes du 8 octobre 1908, la procession religieuse (carte postale).
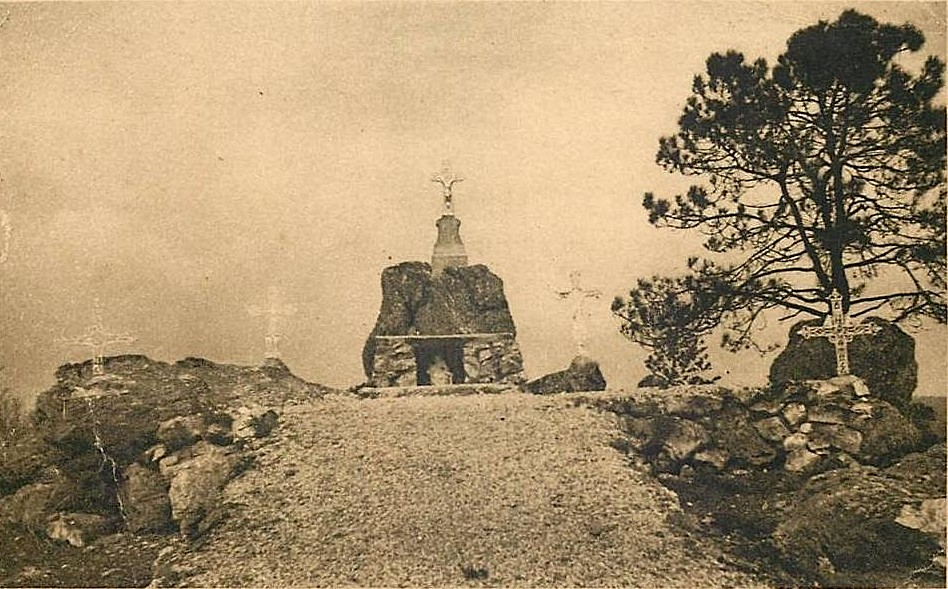
L'esplanade du sanctuaire de Notre-Dame-du-Roc au début du XXe siècle.

#### Première Guerre mondiale

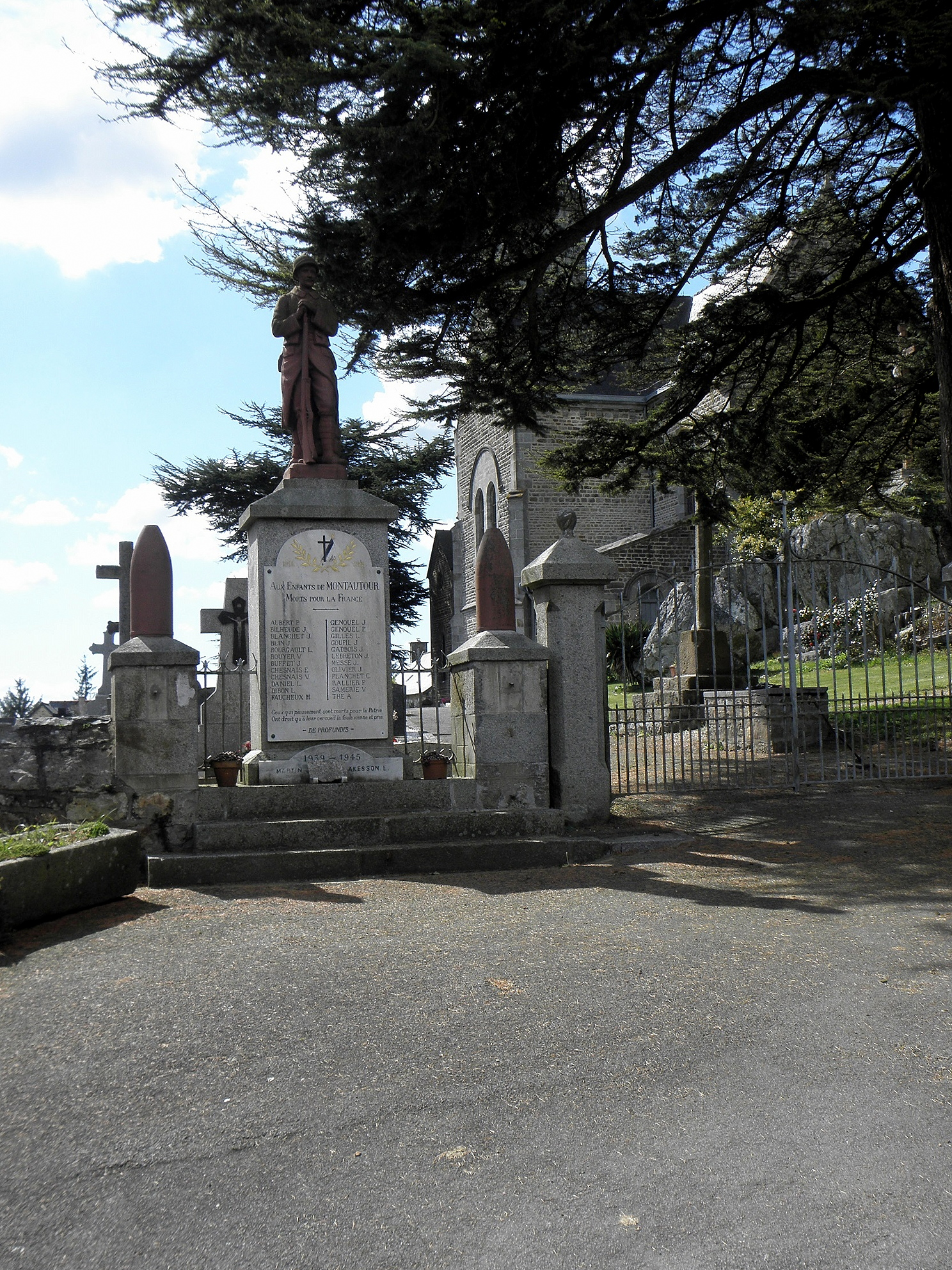
Le monument aux morts de Montautour.

Le monument aux morts de Montautour porte les noms de soldats morts pour la France pendant la Première Guerre mondiale ; parmi eux, six au moins (Jean Bilheude, Louis Bourgault, Jules Buffet, Jean Genouël, Joseph Lebreton, Joseph Olivier) sont morts en Belgique en 1914 ou 1915 ; un (Charles Planchet) est mort alors qu'il était prisonnier en Allemagne ; la plupart des autres sont décédés sur le sol français (parmi eux Louis Dibon, qui fut décoré de la Croix de guerre).

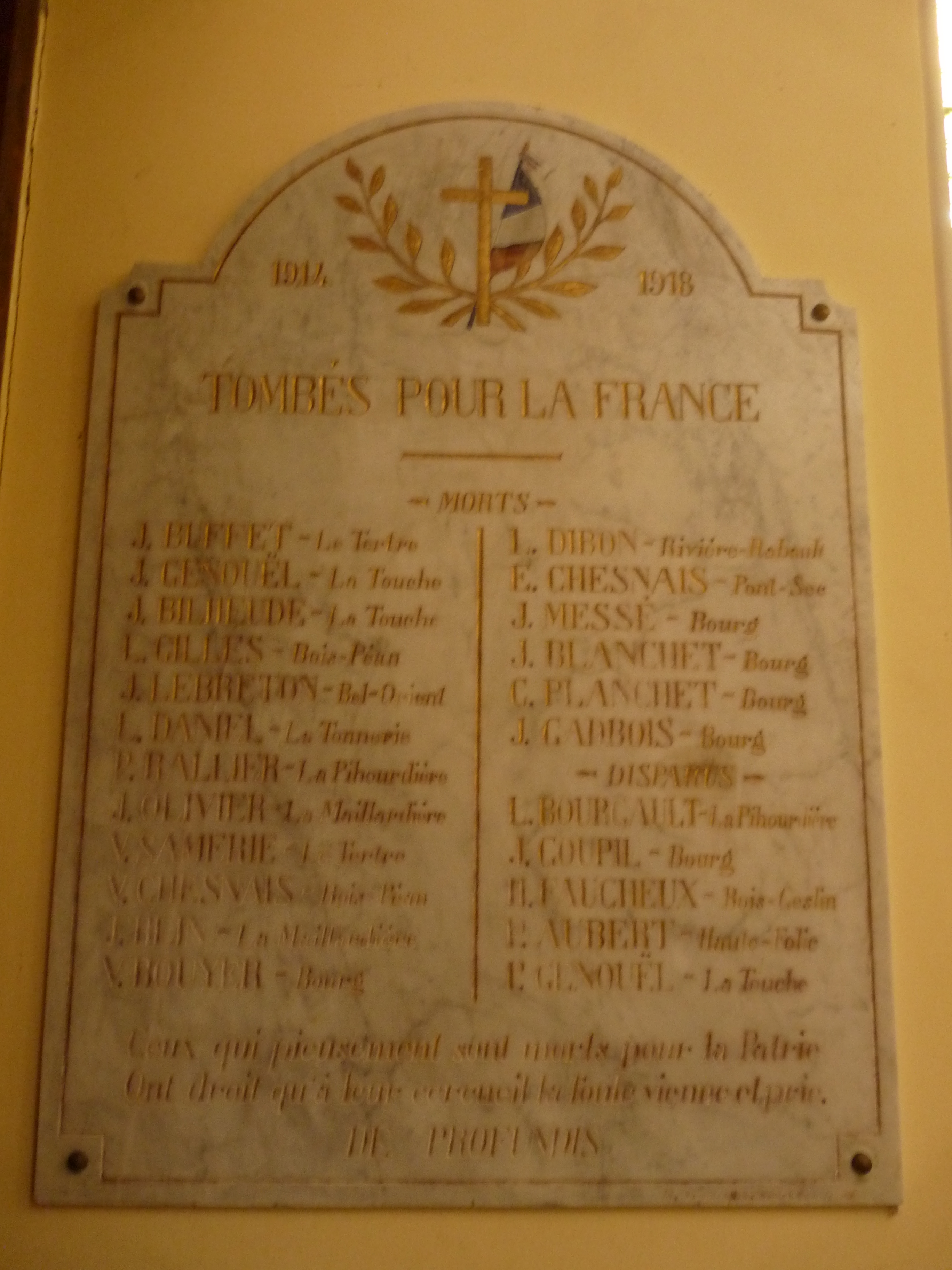
Église Notre-Dame-du-Roc : plaque commémorative des morts pour la France de la Première Guerre mondiale.

Le monument aux morts a la forme d'un pilier monté sur un piédestal et surmonté de la statue du Poilu au repos faite en série par le sculpteur Étienne Camus. Le monument porte l'inscription :"AUX ENFANTS DE MONTAUTOUR
MORTS POUR LA FRANCE. Ceux qui pieusement sont morts pour la Patrie ont droit qu'à leur cercueil la foule vienne et prie. DE PROFUNDIS" et les noms des morts pour la France ; il est décoré de feuilles de laurier, d'une croix latine et d'une palme.

#### Entre-deux-guerres

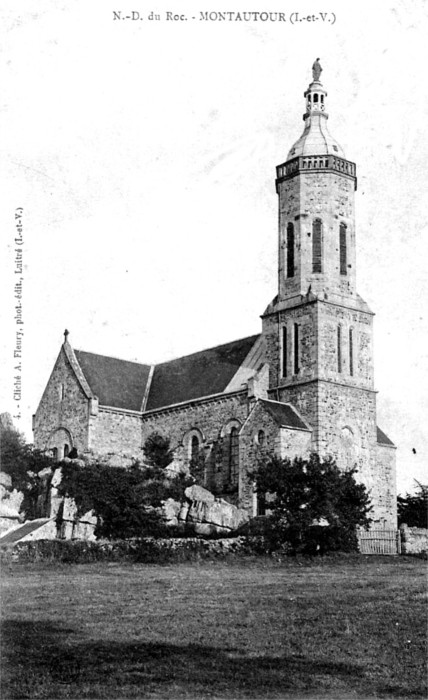
L'église Notre-Dame-du-Roc vers 1925 (carte postale).

Le service téléphonique et télégraphique commence à Montautour le 2 juillet 1923. La commune commence à être électrifiée en 1932.
En juillet 1936 fut organisé à nouveau le pèlerinage de Notre-Dame-du-Roc, « coutume abandonnée depuis 1913 » auquel assista « une foule nombreuse venue des communes de l'arrondissement de Vitré et de la Mayenne » ; « l'autel était dressé tout en haut de la lande, au milieu des rochers et des bruyères ».

#### Seconde Guerre mondiale
Le monument aux morts de Montautour porte les noms de deux personnes (Émile Akesson et Joseph Martin, ce dernier tué à l'ennemi le 5 juin 1940 à Chaulnes (Somme) lors de la Bataille de France) mortes pour la France pendant la Seconde Guerre mondiale.
Un aviateur américain, le lieutenant Robert Smith, est tombé le 8 juin 1944 au lieu-dit la Réhorie. Une stèle a été érigée en son honneur.

#### Après Seconde Guerre mondiale
Le 29 avril 1953 se déroulèrent les cérémonies du couronnement de la vieille statue de Notre-Dame-du-Roc, en présence de plusieurs évêques.

« La vénérable statue fut honorée bien avant la Révolution. Au cours de la tourmente révolutionnaire les habitants la cachèrent dans leur cimetière même qui borde un côté de l'église. Malheureusement elle fut détériorée par les coups de pioche du fossoyeur qui la retrouva ensuite. Plusieurs personnes de la commune se partagèrent alors les précieux débris. Le recteur actuel a réussi à les récupérer totalement et à reconstituer la statue : la Vierge est assise sur un trône ; elle soutient du bras gauche l'Enfant Jésus et porté sur le genou droit une petite crêche symbolique. (Une première statue de N.-D. du Roc avait représenté la Vierge tenant en mains et présentant une crêche où reposait son Fils). »

Emmanuel Halleux est décédé le 14 juin 1956 à Paris de faits liés à la Guerre d'Algérie.
Depuis 1971 et au moins jusqu'en 1985 une quarantaine d'habitants de Montautour , groupés autour de l'abbé Brandt, jouèrent une crèche vivante au moment de Noël.
En 1972 la revue "Sites & monuments" déplore que le site de Montautour soit en train d'être dégradé : « des cultivateurs coupent, tranchent et détruisent sans discernement (..), une fontaine a été supprimée arbitrairement, des rocs ont sauté (..); certains rocs facilement enlevables (..) ont été  vendus ou dérobés pour embellir des propriétés (..) ; près du sanctuaire le chemin millénaire dit « des pèlerins » est aujourd'hui fermé.

## Politique et administration

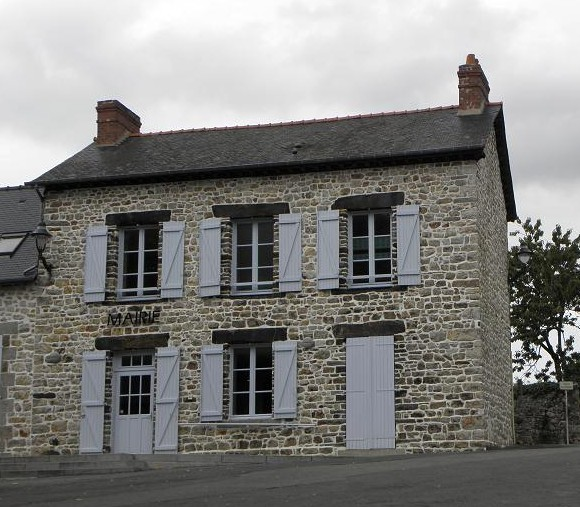
La mairie.

| Période                                  | Période      | Identité                 | Étiquette | Qualité                                                               |
| ---------------------------------------- | ------------ | ------------------------ | --------- | --------------------------------------------------------------------- |
|                                          |              |                          |           |                                                                       |
| avant 1809                               | 1825         | Michel Bertault          |           | Cultivateur à la Touche.                                              |
| 1825                                     | 1829         | Gilles Lodiel            |           |                                                                       |
| 1830                                     | 1844         | Jean-Baptiste Tribondeau |           |                                                                       |
| 1843                                     | 1870         | Pierre Tribondeau        |           | Cultivateur. Frère de Jean-Baptiste Tribondeau, maire précédent.      |
| 1870                                     | 1878         | Amand Baudy              |           | Buraliste. Son fils Amand Baudy fut sacristain à Montautour.          |
| 1878                                     | 1908         | François Tribondeau      |           | Géomètre-expert. Fils de Pierre Tribondeau, maire entre 1843 et 1870. |
| 1908                                     | 1913         | François Chaupitre       |           | Cultivateur. Chevalier du Mérite agricole en 1913.                    |
| 1914                                     | 1920         | Romain Erard             |           | Gendarme à cheval (à Vitré) et cultivateur.                           |
| 1920                                     |              | Amand Lemonnier          |           |                                                                       |
|                                          |              |                          |           |                                                                       |
| avant 1934                               | après 1934   | Joseph Brault            |           | Cultivateur.                                                          |
|                                          |              |                          |           |                                                                       |
| juin 1995                                | mars 2014    | Paul Garrault            |           | Retraité.                                                             |
| avril 2014                               | juillet 2020 | Sébastien Fortin         | SE        | Menuisier.                                                            |
| juillet 2020                             | En cours     | Thierry Mongodin         |           | Responsable nettoyage.                                                |
| Les données manquantes sont à compléter. |              |                          |           |                                                                       |

## Démographie
L'évolution du nombre d'habitants est connue à travers les recensements de la population effectués dans la commune depuis 1793. Pour les communes de moins de 10 000 habitants, une enquête de recensement portant sur toute la population est réalisée tous les cinq ans, les populations de référence des années intermédiaires étant quant à elles estimées par interpolation ou extrapolation. Pour la commune, le premier recensement exhaustif entrant dans le cadre du nouveau dispositif a été réalisé en 2005.
En 2022, la commune comptait 268 habitants, en évolution de +2,29 % par rapport à 2016 (Ille-et-Vilaine : +5,46 %, France hors Mayotte : +2,11 %).
| 1793 | 1800 | 1806 | 1821 | 1831 | 1836 | 1841 | 1846 | 1851 |
| ---- | ---- | ---- | ---- | ---- | ---- | ---- | ---- | ---- |
| 380  | 328  | 373  | 411  | 415  | 414  | 402  | 425  | 424  |

| 1856 | 1861 | 1866 | 1872 | 1876 | 1881 | 1886 | 1891 | 1896 |
| ---- | ---- | ---- | ---- | ---- | ---- | ---- | ---- | ---- |
| 412  | 408  | 423  | 354  | 365  | 401  | 371  | 391  | 362  |

| 1901 | 1906 | 1911 | 1921 | 1926 | 1931 | 1936 | 1946 | 1954 |
| ---- | ---- | ---- | ---- | ---- | ---- | ---- | ---- | ---- |
| 354  | 338  | 313  | 299  | 319  | 304  | 308  | 280  | 274  |

| 1962 | 1968 | 1975 | 1982 | 1990 | 1999 | 2005 | 2006 | 2010 |
| ---- | ---- | ---- | ---- | ---- | ---- | ---- | ---- | ---- |
| 288  | 255  | 226  | 240  | 242  | 240  | 252  | 255  | 249  |

| 2015 | 2020 | 2022 | - | - | - | - | - | - |
| ---- | ---- | ---- | - | - | - | - | - | - |
| 261  | 267  | 268  | - | - | - | - | - | - |

## Lieux et monuments
- Église Notre-Dame-du-Roc, de style néo-roman, édifiée par l'architecte Albert Béziers-Lafosse : tour (1858), corps de l'édifice (1867-1872)[27]. L'église possède de nombreux objets religieux d'intérêt patrimonial : chemin de croix, bannières de procession, calice, ciboire, verrières (elles datent de 1947 et des années suivantes sauf une qui subsiste de celles faites en 1870[56]), etc..

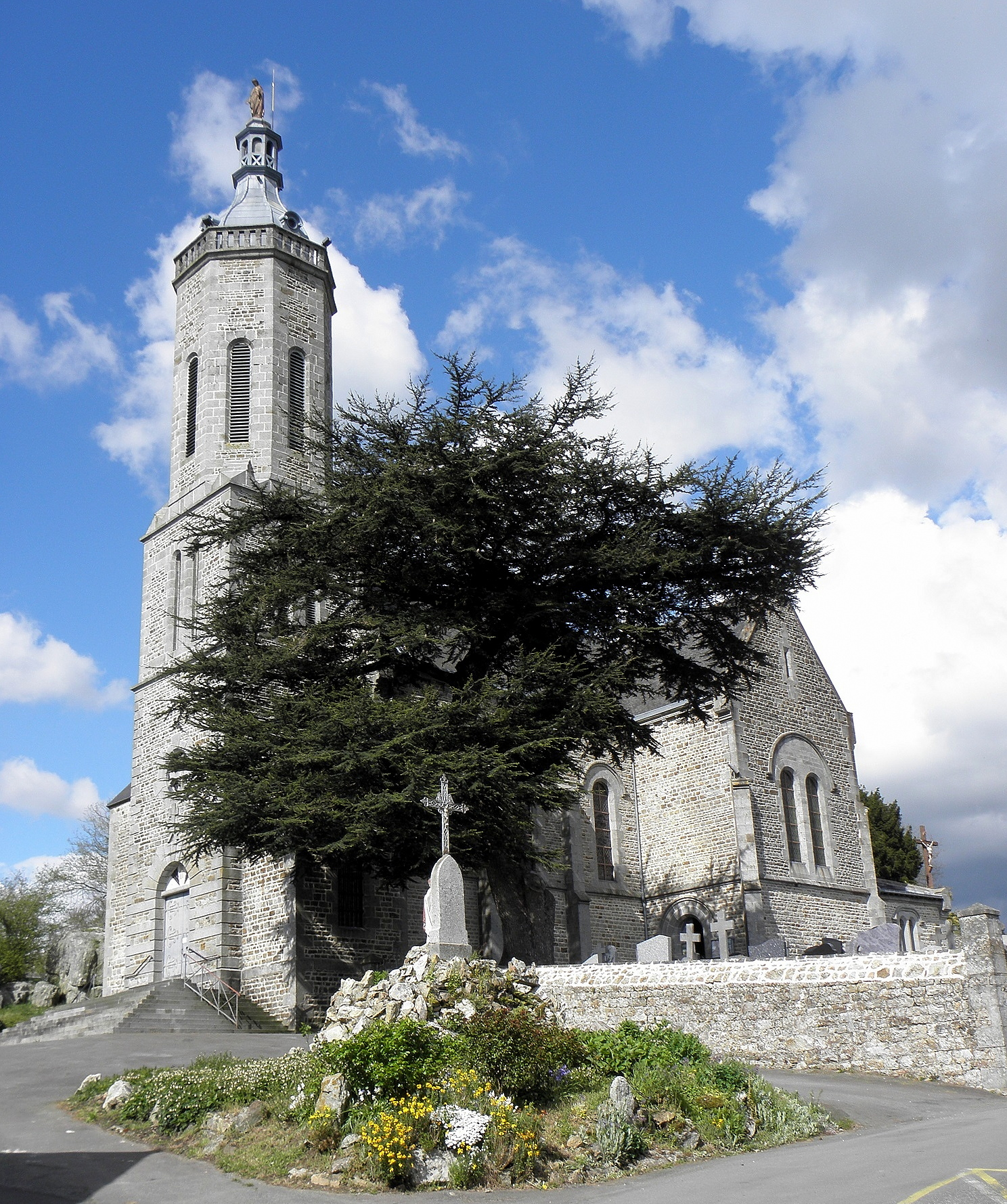
Vue extérieure d'ensemble.
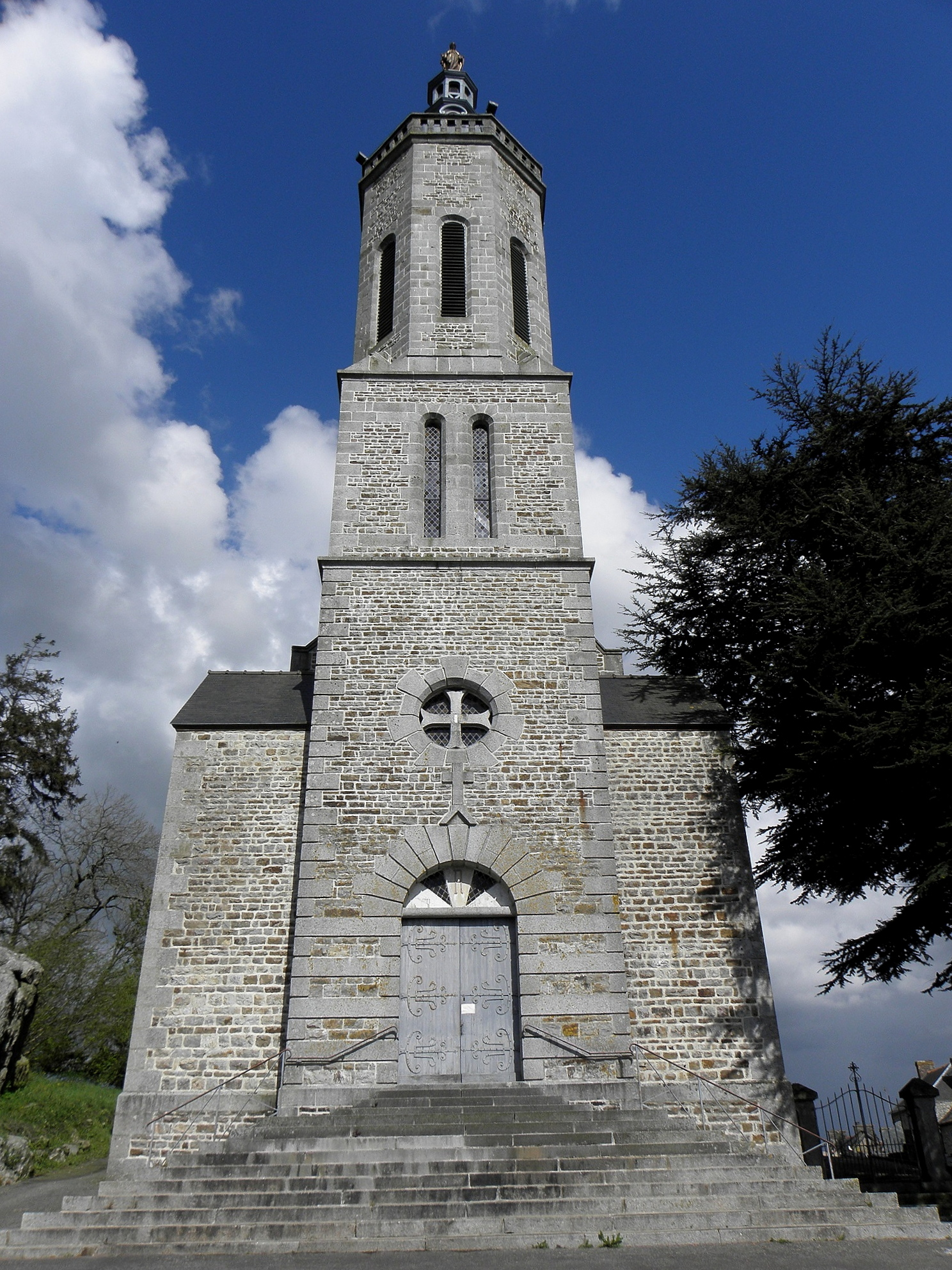
Façade occidentale.
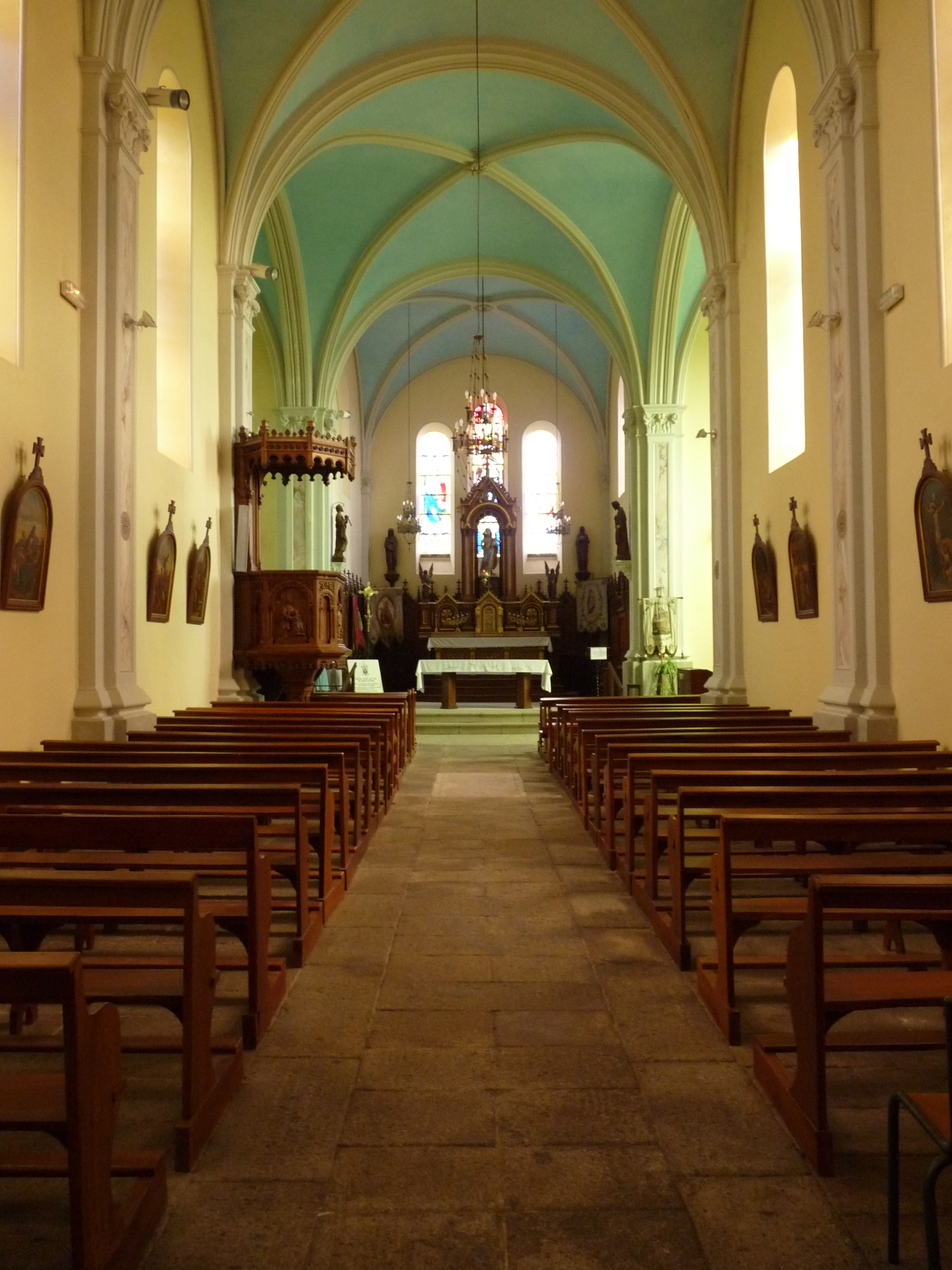
Vue intérieure d'ensemble.
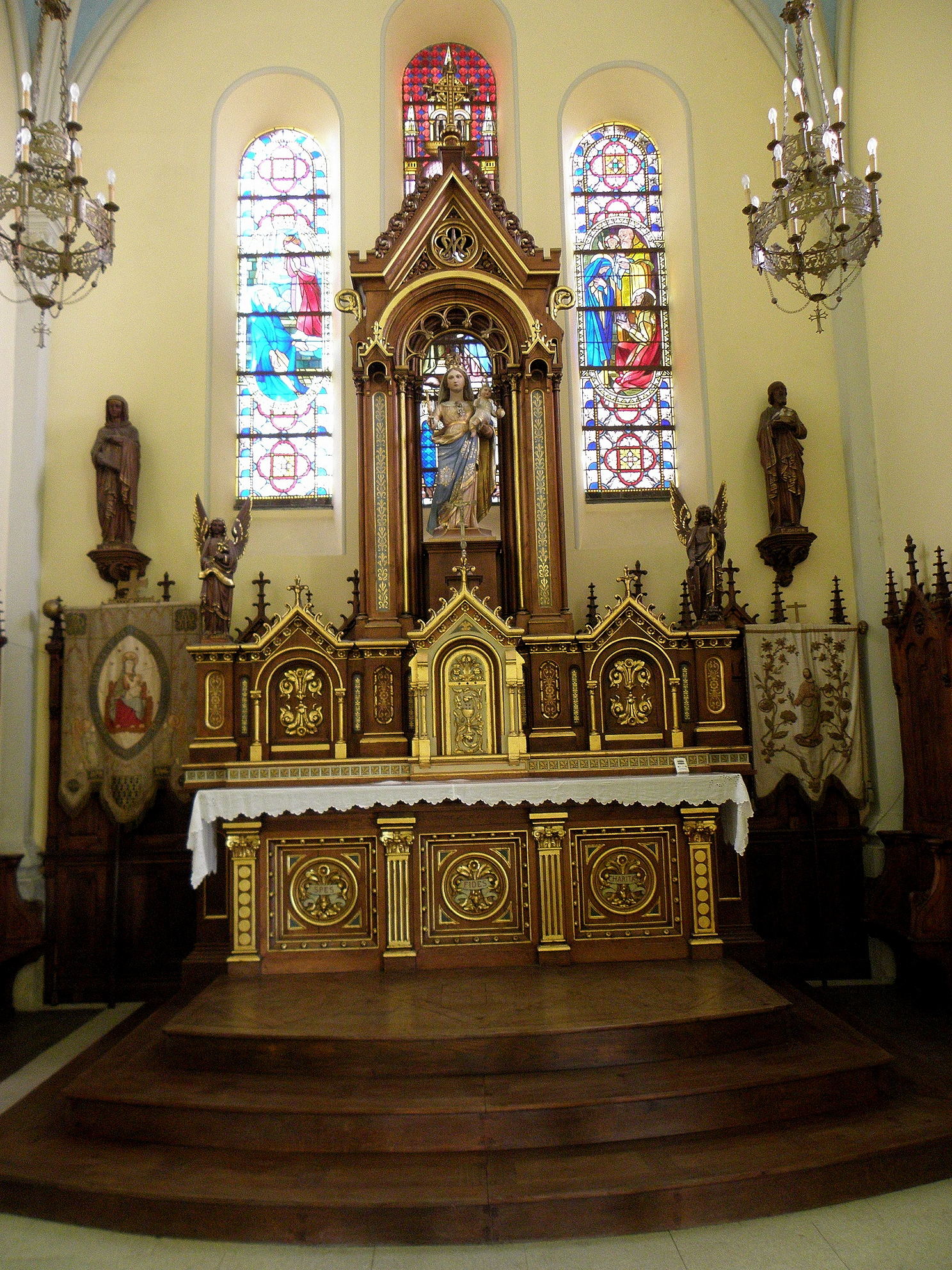
Le maître-autel.
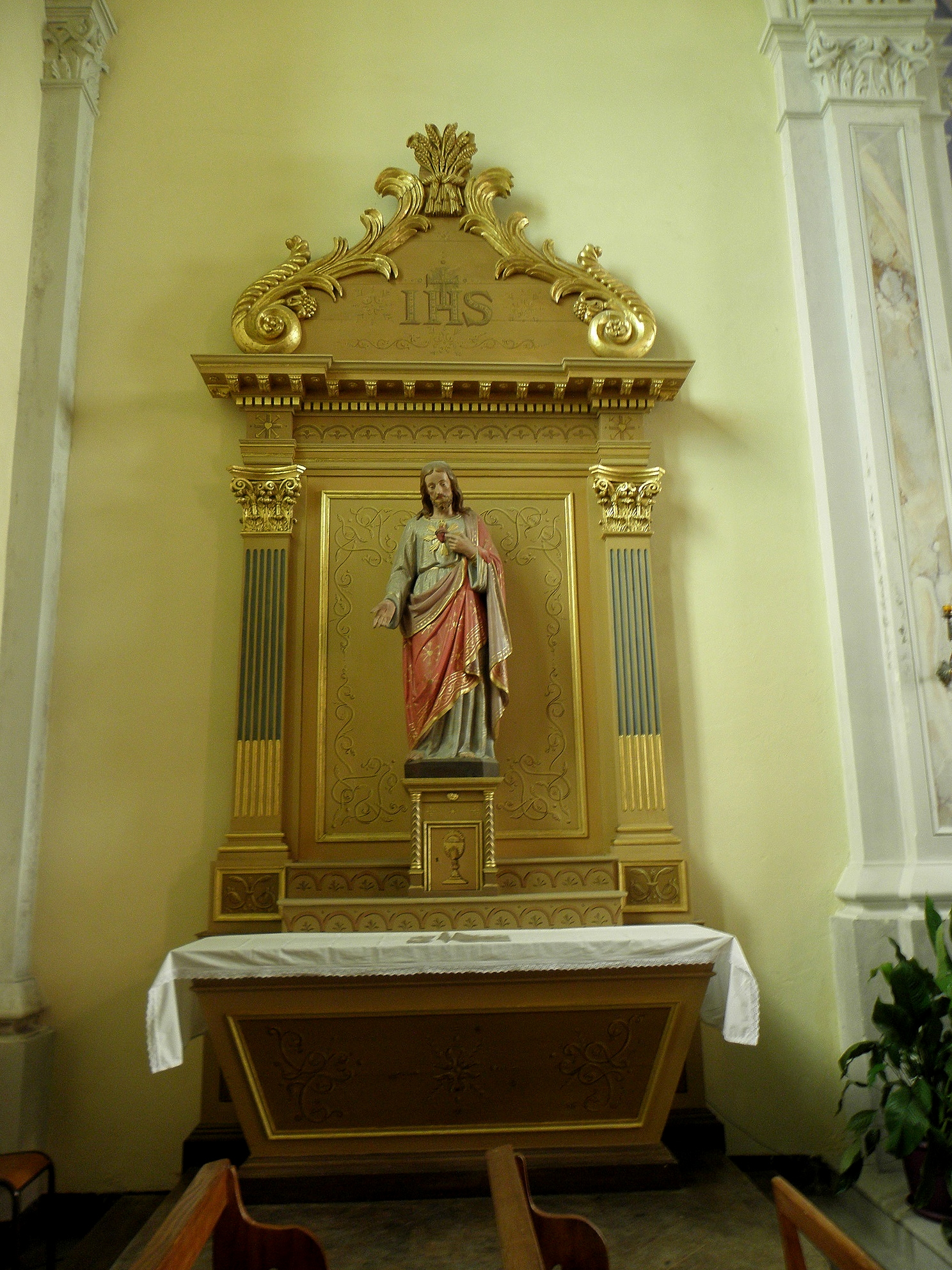
Autel et retable du Sacré-Cœur.
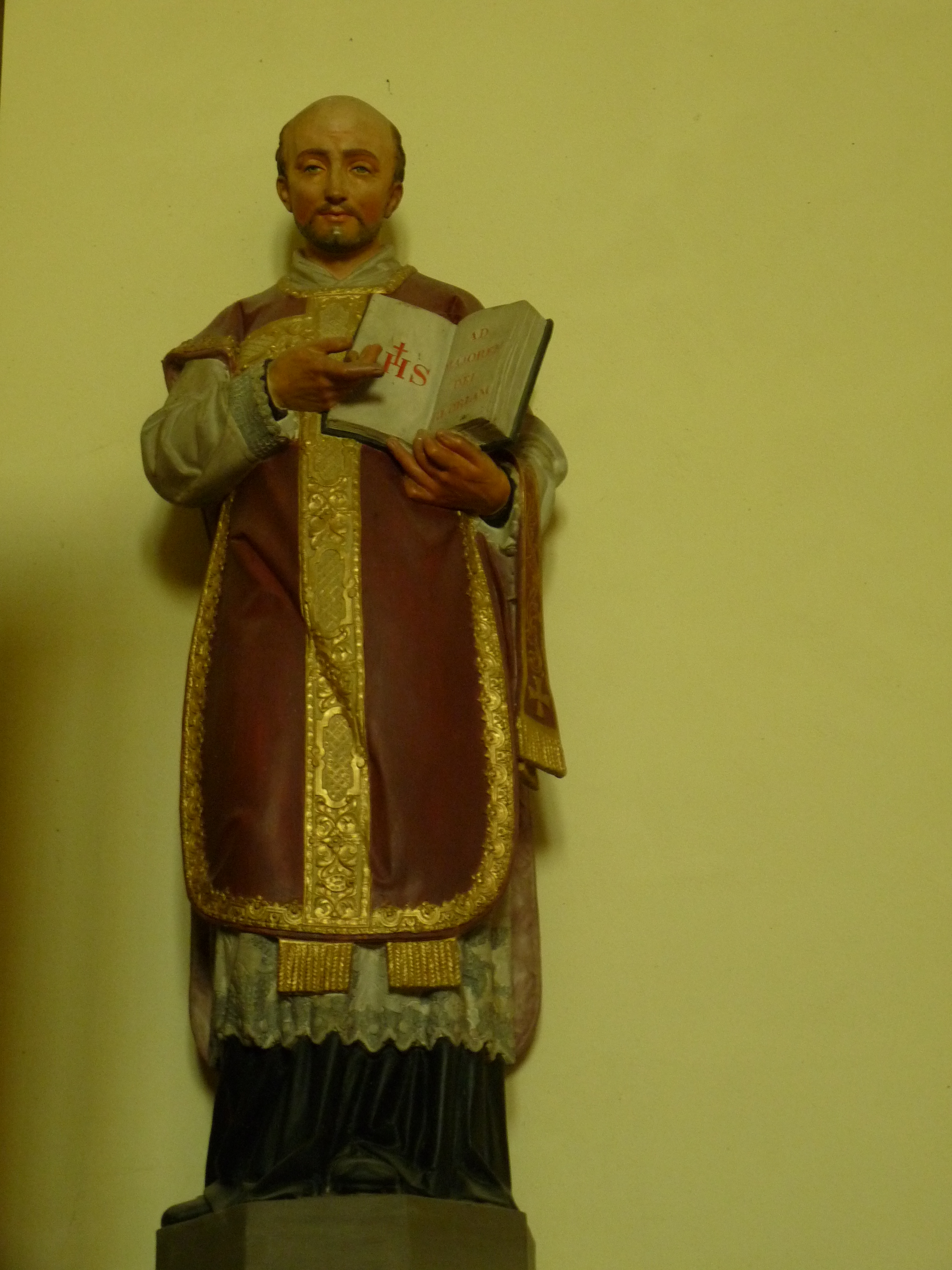
Statue de saint Ignace-de-Loyola.

- Manoir de la Rivière Rabault, (XVIe siècle)[57].
- Des maisons et fermes ont un intérêt patrimonial, notamment le presbytère[58].

## Personnalités liées à la commune
- Louis Anne Esprit Rallier, né à Montautour le 23 septembre 1749, capitaine du génie : il améliora notamment les ouvrages de défense de la Citadelle de Port-Louis et prit part à l'expédition d'Amérique en 1776 dans l'escadre du comte de Guichen. Retraité à Fougères, il fut membre du Conseil des Anciens (en 1795), du Conseil des Cinq-Cents (en 1799), puis du Corps législatif. Il mourut le 4 août 1829 à Fougères[59].